# Hemslingen
Hemslingen is een gemeente in de Duitse deelstaat Nedersaksen. De gemeente maakt deel uit van de Samtgemeinde Bothel in het Landkreis Rotenburg (Wümme).
Hemslingen telt 1.436 inwoners.
Tot de gemeente Hemslingen behoort ook het dorpje Söhlingen. Dat ligt direct ten zuidoosten van Hemslingen.
De Bundesstraße 71 loopt van Rotenburg (Wümme) in oost-zuidoostelijke richting door Hemsbünde, Brockel en Hemslingen heen, in de richting van Neuenkirchen en Soltau. Openbaar vervoer is in, van en naar de gemeente beperkt tot een belbusnet en incidenteel op werkdagen in de spitsuren rijdende schoolbussen.

## Bezienswaardigheden, toerisme

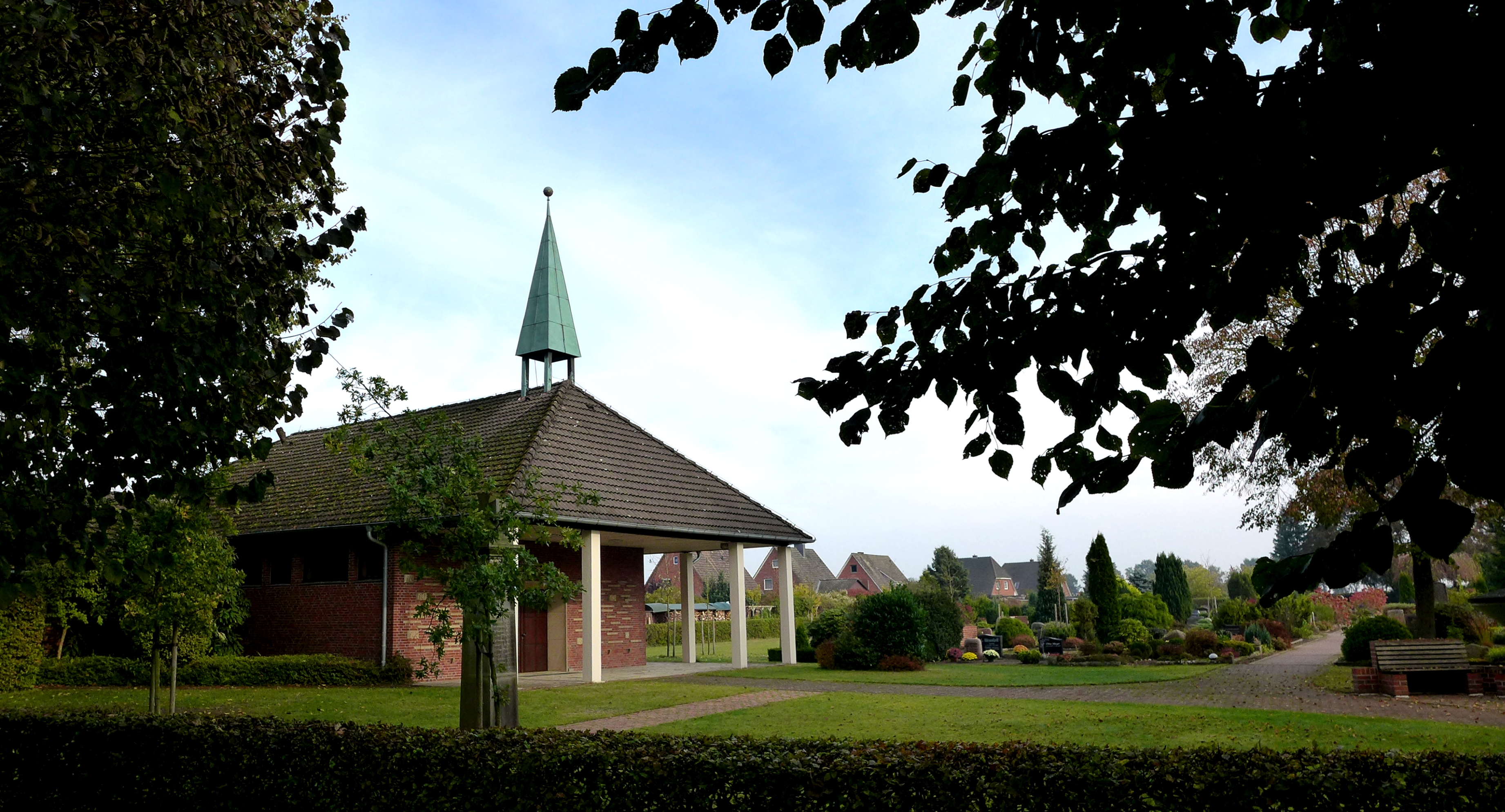
Rouwkapel op het dorpskerkhof, het enige gebouw op de gemeentelijke monumentenlijst

Enkele kilometers ten noorden en westen van Hemslingen liggen enige bos- en hoogveengebieden (deels natuurreservaat) waar enige mogelijkheden voor wandelingen zijn. Bezienswaardige gebouwen ontbreken nagenoeg. Het dorp heeft geen eigen kerkgebouw.

## Naburige gemeentes
- In het westen: Brockel
- In het noorden: Scheeßel
- In het oosten: Neuenkirchen (Lüneburger Heide)
- In het zuiden: Visselhövede

## Geschiedenis, economie
Na de Tweede Wereldoorlog werden enige dorpen uitgebreid met nieuwe wijken voor Heimatvertriebene, Duitsers, die na de oorlog hun woongebieden in o.a. Silezië, Oost-Pruisen en het Sudetenland moesten verlaten omdat die gebieden niet meer tot Duitsland behoorden.
Hemslingen heeft een bedrijventerrein voor lokaal midden- en kleinbedrijf.

### Winning vanaardgas
De bodem onder Hemslingen is rijk aan aardgas, dat er, tot 2011 ook door middel van fracking, en tot op heden op conventionele wijze is gewonnen. Het politiek linkse blad taz bekritiseerde in 2014 de door ExxonMobil bedreven aardgaswinning in de gemeente. Er zou door de winning vervuild water vanuit een diepte van meer dan 1.000 meter regelmatig omhoog komen, tot aan het grondwaterpeil. Hierdoor zou in de gemeente het aantal gevallen van leukemie en andere vormen van kanker veel hoger dan normaal zijn. Exxon spreekt dit tegen. Met name het kwikgehalte in het water zou niet afwijken van de ook zonder gaswinning geldende geologische situatie. Wel officieel vastgesteld werd, dat er, zeker in de jaren tot 2011, milieuschade door de aardgaswinning is opgetreden door lekkage in leidingsystemen.